# أغيوس ثوماس (فويوتيا)
أييوس ثوماس (Άγιος Θωμάς) هي بلدة في فويوتيا في مقاطعة كينتريكي إلادا في اليونان.
يبلغ عدد سكانها حوالي 1323 نسمة.